# Braunauer Rundschau
La Braunauer Rundschau es una de las 14 ediciones regionales de la edición Oberösterreichische Rundschau y existe desde 1881. 
La Braunauer Rundschau es publicada todos los jueves con un tirada de 19.000 unidades y alcanza aproximadamente el 80 por ciento de los hogares del distrito de Braunau am Inn. La edición gratuita del domingo alcanza más del 90 por ciento de los hogares del distrito con un tirada de 31.520 unidades.
La Braunauer Rundschau reporta además sobre el distrito vecino  Salzburger Flachgau y sobre los municipios bávaros a lo largo de los ríos Inn y Salzach. Excepto la impresión del periódico, todo el resto de la edición regional se produce completamente en Braunau am Inn.
Monika Raschhofer es la directora de la redacción[¿cuándo?][cita requerida].